# Amie Ndow
Amie Ndow (* 12. März 1958) ist eine ehemalige gambische Sprinterin.

## Leben
Bei den Commonwealth Games 1978 in Edmonton schied sie über 200 Meter im Vorlauf aus.
1982 scheiterte sie bei den Commonwealth Games in Brisbane über 100 und 200 Meter in der ersten Runde. In der 4-mal-100-Meter-Staffel kam sie mit der gambischen Mannschaft auf den neunten Platz.
Bei den Weltmeisterschaften 1983 in Helsinki konnte sie sich über 100 Meter als Sechste ihres Vorlaufs nicht für die nächste Runde qualifizieren. Im Vorlauf über 200 Meter wurde sie disqualifiziert.
1984 wurde sie Marokkanische Meisterin über 100 und 200 Meter. Bei den Olympischen Spielen in Los Angeles qualifizierte sie sich über 200 Meter in 25,41 s als Fünfte ihres Vorlaufs für das Viertelfinale, in dem sie in 25,24 s als Achte ausschied. Mit der gambischen 4-mal-100-Meter-Stafette in der Besetzung Jabou Jawo, Ndow, Victoria Decka und Georgiana Freeman kam sie in 47,18 s auf den sechsten und letzten Platz des Vorlaufs und schied somit aus.

## Bestzeiten
- 100 m: 11,7 s, 1983
- 200 m: 24,93 s, 1984